# Hans Höger
Hans Leo Höger (* 1960 in Stuttgart) ist ein deutscher Kunsthistoriker, Hochschullehrer, Berater und Autor.
Er wurde 1991 an der Rheinischen Friedrich-Wilhelms-Universität Bonn mit einer Arbeit über „Kontinuität und Methode im Werk von Ettore Sottsass“ zum Dr. phil. promoviert. Vor seiner Tätigkeit als Hochschullehrer arbeitete er auch als Berater für Unternehmen und Designbüros. Seit mehreren Jahren widmet er Themen der Designforschung besondere Aufmerksamkeit.

## Leben
Nach dem Studium von Kunstgeschichte, Sprach- und Kulturwissenschaften – in Bonn, Tübingen, Perugia und Quimper – wird Hans Höger 1992 zum Fachlichen Leiter und Geschäftsführer des Rat für Formgebung in Frankfurt am Main berufen. 1996 kuratiert er den Ausstellungsbeitrag der Bundesrepublik Deutschland zur XIX. Mailänder Triennale (Thema: Zukunft städtischer Lebensräume). Im selben Jahr zeichnet er gemeinsam mit Georg-Christof Bertsch für das Kongressprogramm „Attitudes for the Next Millennium“ im Rahmen der 46. International Design Conference in Aspen (Colorado) verantwortlich.
Seit 1998 berät Höger Unternehmen und Gestaltungsbüros bei Strategie, Konzept und Umsetzung von Design-, Architektur- und Kommunikationsprojekten. Zu seinem Kundenkreis zählten bislang u. a. Michele De Lucchi, Ruedi Baur, die Siemens AG, Olivetti, die Bayerische Rückversicherung (heute Swiss Re Germany), der Flughafen Köln/Bonn und die italienische Post.
Seit 2005 ist er Professor für Theorie und Geschichte der Gestaltung und der Kommunikation an der Freien Universität Bozen. Als Gastprofessor und Vertragslehrender hat er u. a. in Zürich, Saarbrücken, Würzburg, Mailand (Wirtschaftsuniversität Luigi Bocconi), New York (City College of New York) und an der Kent State University (Ohio) unterrichtet.
2007 kuratierte er die internationale Tagung Design Research: Strategy Setting to Face the Future. Im Jahr darauf berief ihn der Schweizerische Nationalfonds zur Förderung der wissenschaftlichen Forschung in Bern in das Gremium seiner Gutachter für wissenschaftliche Forschungsprojekte.
2009 wurde er in das Program Committee der internationalen Tagung Multiple Ways to Design Research in Lugano berufen. Ebenfalls 2009 nahm ihn das internationale Netzwerk für Designforschung in sein Advisory Board auf.
2012 berief ihn die DFG Deutsche Forschungsgemeinschaft (Bonn) in das Gremium ihrer Gutachter für wissenschaftliche Forschungsprojekte. Im selben Jahr wurde er Mitglied im Editorial Board des Hochschulverlages Bozen-Bolzano University Press.

## Wichtige Veröffentlichungen
- microstories of innovation and firms: encounters between design and business, Bozen 2017

- Design & Geschichte (gemeinsam mit Kerstin Stutterheim), Schriftenreihe 'querfeldein' Bd. 2, Weimar 2009
- Design Research, Abitare Segesta, Mailand 2008
- Zürich – Milano, Lars Müller Publishers, Baden 2007
- Design Education, Abitare Segesta, Mailand 2006
- LightWorks, UniPress, Bozen 2006
- Design & Politik (gemeinsam mit Kerstin Stutterheim), Schriftenreihe querfeldein Bd. 1, Würzburg 2005
- intégral ruedi baur et associés, Pyramyd ntcv, Paris 2003
- Michele De Lucchi, Deutsche Verlagsanstalt, München 2001
- Die Tizio-Leuchte von Richard Sapper, Birkhäuser, Basel 1997
- Das Doppelte und mehr, Lars Müller Publishers, Baden 1996
- Lucius Burckhardt – Design ist unsichtbar, Hatje Cantz, Ostfildern 1995
- Ettore Sottsass jr., Wasmuth, Tübingen/Berlin 1993

## Veröffentlichungen online
- Biutiful Cauntri, Vortrag im Rahmen des Symposiums „Reflecting Waters“, Offenbach/M. 2008
- Video-Interview über „Design Research heute“, Design Research Map, Mailand 2008 (in italienischer Sprache)
- Resultate der Tagung „Design Research“, veröffentlicht von dem türkisch-amerikanischen Webportal www.dexigner.com, 2007
- Partituren für konzertierte Projekte, Gespräch mit dem Designer und Hochschullehrer Axel Kufus (Universität der Künste Berlin), 2006
- Ettore Sottsass. Existential Design, aus domusWeb, Mailand 2005
- Der austro-amerikanische Architekt Raimund Abraham, aus dem japanischen Online-Magazin SHIFT, 2002
- Funzione, costruzione, espressione, italienischsprachiger Essay aus: “Iter” no. 5, Treccani, Rom 1999 (PDF-Datei; 118 kB)